# Eureptilia
Clade
Les Eureptilia (« reptiles vrais ») forment l'un des deux clades majeurs de saurospides, l'autre étant les Anapsida (ou Parareptilia). Les Eureptilia n'incluent pas seulement tous les diapsides, mais aussi nombre de formes primitives du Permien-Carbonifère autrefois placées parmi les anapsides, dans le vieil ordre des « Cotylosauria », plus reconnu aujourd'hui.

## Classification
Le clade des Eureptilia est décrit en 1947 par Everett Claire Olson,.

### Cladogramme
Cladogramme (Laurin & Reisz, 1995) :
|           | Captorhinidae                                                  |
|           |                                                                |
| Romeriida | \| \| Protorothyrididae \| \| \| \| \| \| Diapsida \| \| \| \| |
|           | \| \| Protorothyrididae \| \| \| \| \| \| Diapsida \| \| \| \| |
|           | Protorothyrididae                                              |
|           |                                                                |
|           | Diapsida                                                       |
|           |                                                                |

|  | Protorothyrididae |
|  |                   |
|  | Diapsida          |
|  |                   |

|           | Captorhinidae                                                  |
|           |                                                                |
| Romeriida | \| \| Protorothyrididae \| \| \| \| \| \| Diapsida \| \| \| \| |
|           | \| \| Protorothyrididae \| \| \| \| \| \| Diapsida \| \| \| \| |
|           | Protorothyrididae                                              |
|           |                                                                |
|           | Diapsida                                                       |
|           |                                                                |

|  | Protorothyrididae |
|  |                   |
|  | Diapsida          |
|  |                   |

### Publication originale
- [1947] (en) Everett Claire Olson, « The Family Diadectidae and its Bearing on the Classification of Reptiles », Fieldiana: Geology, vol. 11, no 1,‎ 1947, p. 1-53.